# Scandolara Ravara
Scandolara Ravara es un municipio italiano situado en la provincia de Cremona, en la región de Lombardía, en el norte del País. Se encuentra a unos 100 kilómetros al sureste de Milán y unos 20 de Cremona. Desde el 14 de junio de 2004 su alcalde es Gianmario Magni, de Lista cívica.

## Demografía
| Gráfica de evolución demográfica de Scandolara Ravara entre 1861 y 2001 |
|                                                                         |
| Fuente ISTAT - elaboración gráfica de Wikipedia                         |

- Datos: Q42879
- Multimedia: Scandolara Ravara / Q42879

1. ↑  Worldpostalcodes.org, código postal n.º 26040.
2. ↑  «Codici Catastali». Comuni-italiani.it (en italiano). Consultado el 29 de abril de 2017.